# Пьотър Редкин
Пьотър Тимофеевич Редкин (на руски: Петр Тимофеевич Редькин) е руски офицер, генерал от пехотата. Участник в Руско-турската война (1877 – 1878). Български офицер, полковник в Българската армия.

## Биография
Пьотър Редкин е роден на 1 май 1841 г. в руско православно християнско дворянско семейство. Ориентира се към военното поприще. Завършва Оренбургския кадетски корпус. Произведен е в първо офицерско звание прапорщик с назначение в 1-ви Оренбургски линеен батальон (1859). Взема участие във военните действия срещу средноазиатските народи (1863 – 1868) и е ранен през 1866 г.
Участва в Руско-турската война (1877 – 1878) като командир на 4-та дружина от Българското опълчение. Бие се храбро в августовските боеве при отбраната Шипка. Повишен е за отличие във военно звание подполковник (2 ноември 1877).
На 10 август 1882 г. е уволнен от руска служба и е прехвърлен в Българската армия. Назначен е за началник Източния военен отдел. Командир на 4-та пехотна бригада. На 21 август 1885 г. отново е върнат на руска служба.
Излиза в оставка с повишение във военно звание генерал от пехотата през 1904 г. Последните години от живота си прекарва в село Дачное, Одеска област.
Умира на 9 септември 1916 г. 

## Семейство
Петър Редкин е женен за Любов Александровна Станюкович с която имат 6 деца: подпоручик Александър Редкин (1881 – 1972), поручик Петър Редкин (1882 – 1945), Мария (р. 1886), Сергей (р. 1889), Нина (р. 1890) и прапоршчик Георги Редкин (1892 – 1968). Брат е на полковник Хрисанф Редкин и има сестра Александра.

## Военни звания
- Прапорщик (16 юни 1859)
- Подпоручик за военно отличие (14 март 1866)
- Поручик за военно отличие (17 октомври 1867)
- Щабскапитан за военно отличие (18 август 1869)
- Капитан за отличие (1 януари 1872)
- Майор за отличие (4 май 1876)
- Подполковник за военно отличие (2 ноември 1877)
- Полковник за отличие (13 юни 1879)
- Генерал-майор за отличие (30 август 1889)
- Генерал-лейтенант за отличие (6 декември 1901)
- Генерал от пехотата (1904)

## Заемани длъжности
- Офицер от 1-ви Оренбургски линеен батальон (от 1859)
- Командир на юнкерски рота от Оренбургското пехотно юнкерско училище (1869 – 1876)
- Офицер от конвоя на главнокомандващия на действащата армия
- Командир на 4-та дружина от Българското опълчение (1877 – 1878)
- Командир на 3-ти Туркестанска стрелкови батальон (9 май 1880 – 10 август 1882)
- Началник на Източния военен отдел на Княжество България (1 август 1882 – неизв.)
- Командир на 4-та пеша бригада от Българската армия (неизв. – 1885)
- Командир на 31-ви Резервен пехотен батальон (21 октомври 1885 – 16 януари 1890)
- Командир на 7-и стрелкови полк (16 януари 1890 – 5 декември 1891)
- Командир на 56-и Житомирски пехотен полк (5 декември 1891 – 14 август 1896)
- Командир на 2-ра бригада от 39-а пехотна дивизия (14 август 1896 – 28 април 1899)
- Командир на 2-ра бригада от 3-та Гренадирска дивизия (28 април 1899 – 22 май 1901)
- Комендант на Уст-двинската крепост (от 22 май 1901)

## Награди
- Орден „Свети Владимир“ IV степен с мечове и лента (1865)
- Златно оръжие „За храброст“ (1865)
- Орден „Свети Станислав“ II степен с мечове (1867)
- Орден „Свети Станислав“ II степен с императорска корона и мечове (1867)
- Орден „Света Анна“ II степен с мечове (1869)
- Орден „Света Анна“ II степен с императорска корона и мечове (1870)
- Орден „Свети Владимир“ III степен (1885)
- Орден „Свети Станислав“ I степен (1897)
- Монаршеско благоволение (1898)
- Монаршеско благоволение (1901)
- Знак за 40-годишна безупречна служба (1901)
- Орден „Свети Александър“ III степен, Княжество България (1902)
- Народен орден „За военна заслуга“ III степен, Княжество България (1902)
- Орден „Такова“ III степен, Кралство Сърбия (неизв.)